# Centraal-Aziatische owcharka
De Centraal-Aziatische owcharka is een hondenras en in West-Europa relatief onbekend. Er bestaan meerdere rassen die owcharka genoemd worden. Deze owcharka is over het hele grondgebied van Centraal-Azië verspreid, wat de variatie binnen het ras verklaart.
De vandaag gefokte honden zijn meestal kruisingen tussen de verschillende variëteiten. De Centraal-Aziatische owcharka heeft een rustig karakter, is zeer zelfverzekerd en maakt zijn eigen keuzes. Hij blijft zelfs bij gevaar rustig, maar zal zonder waarschuwing aanvallen.
In zijn oorspronkelijke gebieden wordt deze owcharka ook vandaag nog als kuddebewaker ingezet.
Affenpinscher ·
Aidi ·
Anatolische herder ·
Appenzeller sennenhond ·
Argentijnse dog ·
Berner sennenhond ·
Bordeauxdog ·
Boxer ·
Broholmer ·
Bullmastiff ·
Ca de Bou ·
Cane corso ·
Cão da Serra da Estrela ·
Cão de Castro Laboreiro ·
Centraal-Aziatische owcharka ·
Cimarrón Uruguayo ·
Ciobanesc Romanesc de Bucovina ·
Deens-Zweedse boerderijhond ·
Dobermann ·
Dogo Canario ·
Duitse dog ·
Duitse pinscher ·
Dwergpinscher ·
Dwergschnauzer ·
Engelse buldog ·
Entlebucher sennenhond ·
Fila brasileiro ·
Grote Zwitserse sennenhond ·
Hollandse smoushond ·
Hovawart ·
Kaukasische owcharka ·
Kraški ovčar ·
Landseer ECT ·
Leonberger ·
Mastiff ·
Mastín del Pirineo ·
Mastín español ·
Mastino napoletano ·
Middenslagschnauzer ·
Newfoundlander ·
Oostenrijkse pinscher ·
Pyrenese berghond ·
Rafeiro do Alentejo ·
Riesenschnauzer ·
Rottweiler ·
Šarplaninac ·
Shar-pei ·
Sint-bernard ·
Tibetaanse mastiff ·
Tornjak ·
Tosa ·
Zwarte Russische terriër